# FC Jazz Pori
FC Jazz Pori is een Finse voetbalclub uit de stad Pori.
De club werd in 1934 opgericht als Porin Pallo-Toverit en werd vaak als PPT afgekort. Na vele jaren in de tweede klasse promoveerde de club in 1983 naar de hoogste klasse. Na enkele seizoenen middenmoot degradeerde de club weer in 1988. Na twee seizoenen keerde PPT terug (kampioen in 1990 van de Ykkönen) op het hoogste niveau en in 1991 werd de naam FC Jazz Pori aangenomen.
Jazz eindigde voor het eerst aan de top van de rangschikking in 1993. De volgende twee seizoenen eindigde Jazz vierde en in 1995 werd ook de bekerfinale gehaald en verloor hierin van Haka Valkeakoski. In 1996 werd de tweede titel binnen gehaald. Vanaf dan moest Jazz vanaf de zijlijn toekijken en na enkele middenmoot plaatsen moest rond de eeuwwisseling tegen de degradatie gevecht worden en in 2004 verloor de club die strijd. Datzelfde jaar kreeg de club te kampen met zware financiële problemen, een hoge belastingschuld onder andere. In 2005 werd besloten de boeken neer te leggen. De jeugdafdeling bleef wel bestaan en speelt nog als FC Jazz Juniorit.
Sinds 2006 werd op het vijfde niveau gespeeld. In 2008 werd de Kakkonen bereikt en in 2010 werd de oude naam weer aangenomen. Sinds 2013 speelde FC Jazz weer in de Ykkönen. In 2016 eindigde de club als tiende en laatste in die op een na hoogste divisie, waardoor FC Jazz Pori degradeerde naar de Kakkonen. In 2023 kon men zich kwalificeren voor de nieuw ingevoerde derde klasse met de naam Ykkönen.

## Erelijst
- Landskampioen

1993, 1996
- Beker van Finland

Finalist: 1995

## Statistieken
| Seizoen | №  | Clubs | Divisie       | D  | W  | G  | V  | DS    | P  | Trainer-coach(es)                | Topscorer                |
| ------- | -- | ----- | ------------- | -- | -- | -- | -- | ----- | -- | -------------------------------- | ------------------------ |
| 1991    | 8  | 12    | Veikkausliiga | 33 | 11 | 10 | 12 | 52–44 | 43 | Markku Wacklin                   | Rami Nieminen 15 goals   |
| 1992    | 3  | 12    | Veikkausliiga | 33 | 18 | 9  | 6  | 62–42 | 63 | Seppo Sairanen                   | Luiz António 21 goals    |
| 1993    |    | 12    | Veikkausliiga | 29 | 17 | 7  | 5  | 67–33 | 58 | Jussi Ristimäki                  | Antti Sumiala 20 goals   |
| 1994    | 4  | 14    | Veikkausliiga | 26 | 13 | 3  | 10 | 49–36 | 42 | Jussi Ristimäki                  | Jukka Ruhanen 12 goals   |
| 1995    | 4  | 14    | Veikkausliiga | 26 | 12 | 6  | 8  | 43–29 | 42 | Pertti Lundell                   | Luiz António 14 goals    |
| 1996    |    | 12    | Veikkausliiga | 27 | 13 | 8  | 6  | 47–33 | 47 | Jari Pyykölä                     | Luiz António 17 goals    |
| 1997    | 7  | 10    | Veikkausliiga | 27 | 8  | 7  | 12 | 31-42 | 31 | Jari Pyykölä Jukka Vakkila       | Marco 9 goals            |
| 1998    | 5  | 10    | Veikkausliiga | 27 | 9  | 8  | 10 | 37-36 | 35 | Tapio Raatikainen Pertti Lundell | Marco 6 goals            |
| 1999    | 6  | 12    | Veikkausliiga | 29 | 8  | 13 | 8  | 32-34 | 37 | Pertti Lundell                   | Marco 6 goals            |
| 2000    | 5  | 12    | Veikkausliiga | 33 | 14 | 11 | 8  | 41-32 | 53 | Pertti Lundell                   | Matti Santahuhta 6 goals |
| 2001    | 10 | 12    | Veikkausliiga | 33 | 7  | 11 | 15 | 36-52 | 32 | Jouni Joensuu Jussi Ristimäki    | Rodrigo 8 goals          |
| 2002    | 12 | 12    | Veikkausliiga | 22 | 4  | 4  | 14 | 17-42 | 16 | Risto Virtanen                   | Rodrigo 8 goals          |
| 2003    | 12 | 14    | Veikkausliiga | 26 | 7  | 7  | 12 | 31-55 | 28 | Seppo Sairanen                   | Piracaia 7 goals         |
| 2004    | 13 | 14    | Veikkausliiga | 26 | 4  | 7  | 15 | 28-53 | 19 | Seppo Sairanen                   | Mikael Muurimäki 6 goals |

## Kampioensteams
- 1993 — Jarmo Alatensiö (29/6)[6], Dionísio (20/6), Markus Juhola (1/0), Miika Juntunen (29/4), Lasse Karjalainen (28/0), Tommi Koivistoinen (28/0), Risto Koskikangas (28/1), Luiz Antônio (7/6), Marko Nieminen (27/3), Rami Nieminen (28/4), Marko Oksanen (2/0), Piracaia (29/6), Vesa Rantanen (29/1), Rodrigo (28/7), Jani Suikkanen (3/0), Antti Sumiala (29/20), Petri Toivonen (21/2). Trainer-coach: Jussi Ristimäki. Assistent-coach: Risto Virtanen.
- 1996 — Jarmo Alatensiö (10/0), Luis Alberto Cuenca (3/0), Rami Hakanpää (1/0), Markus Keskinen (1/0), Risto Koskikangas (14/0), Saku Laaksonen (27/6), Tomi Leivo-Jokimäki (27/-), Luiz Antônio (25/17), Rami Nieminen (26/2), Jukka Ollikkala (27/2), Piracaia (24/10), Janne Puputti (15/0), Vesa Rantanen (22/0), Juha Riippa (25/7), Sami Rintanen (1/0), Rodrigo (3/0), Ari-Pekka Roiko (23/0), Jorge Luís dos Santos (11/0), Ilkka Siitonen (27/0), Jani Suikkanen (23/0), Pasi Sulonen (19/0). Trainer-coach: Jari Pyykölä. Assistent-coach: Risto Puustinen.

## Jazz in Europa
#Q = #kwalificatieronde, #R = #ronde, T/U = Thuis/Uit, W = Wedstrijd, PUC = punten UEFA coëfficiënten .
Uitslagen vanuit gezichtspunt FC Jazz Pori
| Seizoen                                                     | Competitie       | Ronde | Land                | Club                | Totaalscore | 1e W    | 2e W    | PUC |
| ----------------------------------------------------------- | ---------------- | ----- | ------------------- | ------------------- | ----------- | ------- | ------- | --- |
| 1994/95                                                     | UEFA Cup         | Q     | Vlag van Denemarken | FC Kopenhagen       | 1-4         | 1-0 (U) | 0-4 (T) | 2.0 |
| 1996/97                                                     | UEFA Cup         | 1Q    | Vlag van Faeröer    | GÍ Gøta             | 4-1         | 3-1 (T) | 1-0 (U) | 5.0 |
|                                                             |                  | 2Q    | Vlag van Rusland    | Dinamo Moskou       | 2-4         | 1-1 (U) | 1-3 (T) | 5.0 |
| 1997/98                                                     | Champions League | 1Q    | Vlag van Estland    | FC Lantana Tallinn  | 3-0         | 2-0 (U) | 1-0 (T) | 4.0 |
|                                                             |                  | 2Q    | Vlag van Nederland  | Feyenoord           | 3-8         | 2-6 (U) | 1-2 (T) | 4.0 |
| 1997/98                                                     | UEFA Cup         | 1R    | Vlag van Duitsland  | TSV 1860 München    | 1-7         | 0-1 (T) | 1-6 (U) | 4.0 |
| 2001                                                        | Intertoto Cup    | 1R    | Vlag van Roemenië   | Gloria Bistrita     | 2-2 u       | 1-0 (T) | 1-2 (U) | 0.0 |
|                                                             |                  | 2R    | Vlag van Frankrijk  | Paris Saint-Germain | 1-7         | 0-3 (U) | 1-4 (T) | 0.0 |
| Totaal aantal behaalde punten voor UEFA coëfficiënten: 11.0 |                  |       |                     |                     |             |         |         |     |